# 2017年颶風內特

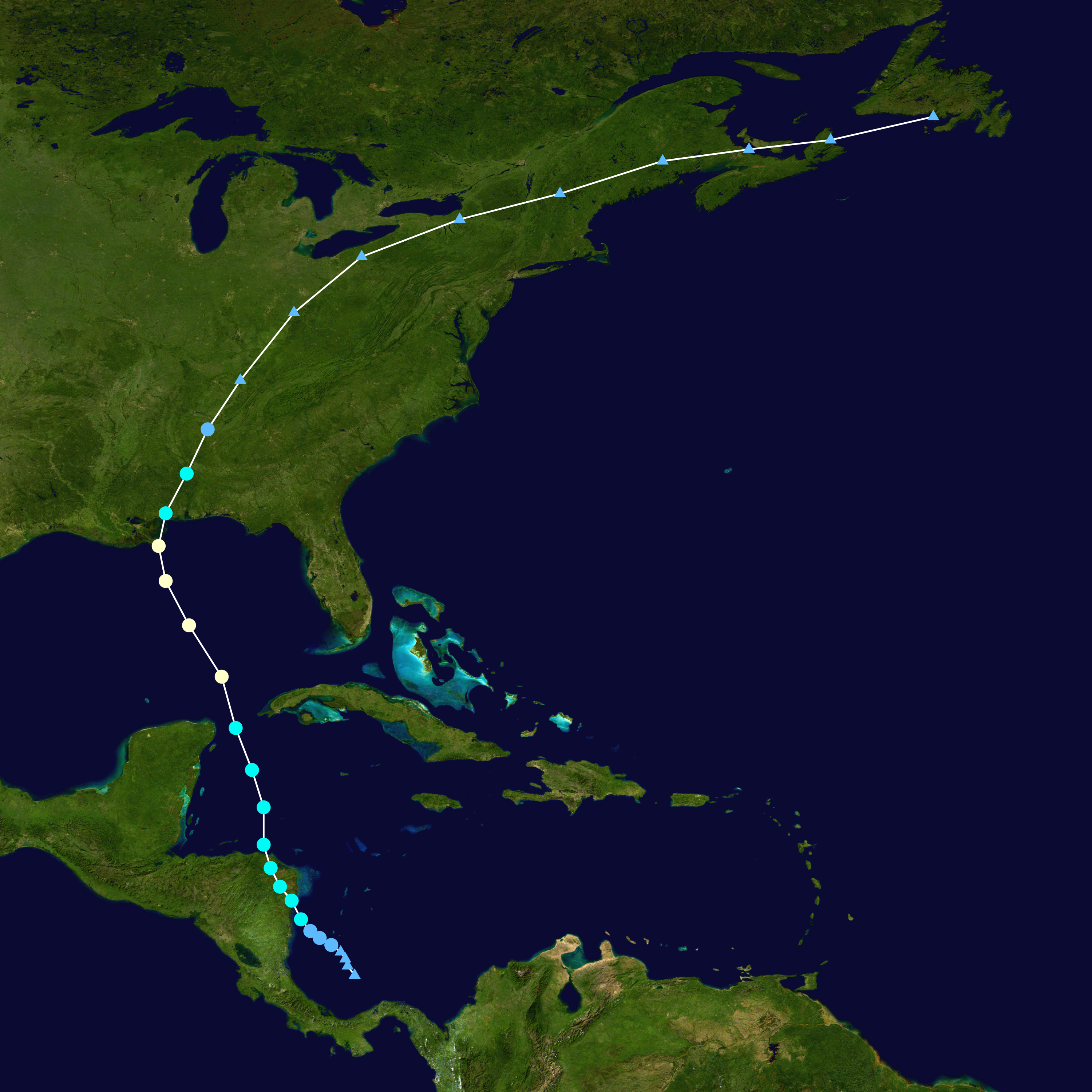
路徑圖

颶風內特（Hurricane Nate）是2017年大西洋颶風季中的其中一個热带气旋。48人死亡，该名称已从飓风命名序列中除名。

## 氣象歷史
- 10月3日，一個低壓區在加勒比海西南部生成。20時，美國國家颶風中心對其未來兩天發展評級為"MEDUIM"並發展概率50%，未來五天發展評級"HIGH"並發展概率70%。
- 10月4日11時，美國國家颶風中心將其升格為熱帶低氣壓，並給予編號SIXTEEN。
- 10月5日8時，美國國家颶風中心將其升格為熱帶風暴，並命名內特（Nate）。同時，"內特"以熱帶風暴登陸尼加拉瓜北大西洋自治區。
- 10月7日，美國國家颶風中心將其升格為一級颶風。晚上內特颶風登陸美國路易斯安那州。
- 10月8日凌晨1時30分，內特颶風再次登陸美國密西西比州哈里森縣比洛克西。8時，美國國家颶風中心將其降格為熱帶風暴。10時49分，美國國家颶風中心將其再降格為熱帶低氣壓。
- 10月9日上午5時，美國國家颶風中心將其降格為低氣壓，並發出最後警報。

## 外部連結
- 维基共享资源上的相關多媒體資源：2017年颶風內特